# Ctenomys maulinus
Ctenomys maulinus là một loài động vật có vú trong họ Ctenomyidae, bộ Gặm nhấm. Loài này được Philippi mô tả năm 1872.